# UWC México 22
UWC México 22: Total War  fue un evento de artes marciales mixtas producido por Ultimate Warrior Challenge México, que se llevó a cabo el 3 de julio de 2020 en el Entram Gym de Tijuana, Baja California, México.